# Diva (televizijski kanal)
Diva je međunarodni pretplatnički kabelski televizijski kanal u vlasništvu američke tvrtke NBCUniversal International Networks. Kanal je u Hrvatskoj, Srbiji i Sloveniji pokrenut 1. rujna 2016., kada je zamijenio dotadašnji Universal Channel.

## Povijest
Američki kabelski kanal Hallmark Channel započeo je s emitiranjem u Europi 2001. godine kroz posebnu verziju programa namijenjenu Srednjoj i Istočnoj Europi. Dana 3. rujna 2010. kanal je promijenio naziv u Universal Channel, a 1. rujna 2016. preimenovan je u Diva, pod kojim imenom djeluje i danas.

## Program
Kanal prikazuje program najmanjem obiteljima s posebnim naglaskom na sadržaj namijenjen ženskoj publici.
Diva prikazuje izabrani program s američkog Hallmark Channela, poput božićnih i romantičnih televizijskih filmova, te druge serije kao što su Uvod u anatomiju, Chicago u plamenu, Umorstva u Midsomeru i sl.